# Teodora Komnena (księżna Antiochii)
Teodora Komnena (gr. Θεοδώρα ἡ Κομνηνή, ur. ok. 1140) – bizantyńska księżniczka, księżna Antiochii.

## Życiorys
Była córką Jana Komnena Dukasa, księcia Cypru i Marii Taronitissy, potomkini starożytnych armeńskich królów. Jej siostra  Maria była drugą żoną Amalryka I, króla Jerozolimy, a jej brat Aleksy w 1185 był pretendentem do tronu bizantyjskiego. Około 1176 poślubiła Boemunda III, księcia Antiochii w latach 1163–1201. Mieli dwoje dzieci:
- Konstancję (zmarłą w dzieciństwie),
- Manuela (1176–1211).

Jej drugim mężem był Gautier von Bethune z Betanii. 